# Démon (esprit)
Pour les articles homonymes, voir Démon.
Un démon (du grec antique δαίμων / daímōn) est une entité légendaire bienfaisante ou malfaisante présente dans de nombreuses croyances, influençant les humains tout en échappant à leur contrôle. Il s'agit de créatures intermédiaires entre le divin et le monde des humains.
La Septante établit un rapprochement du δαίμων de la culture grecque avec le mal qui affecte l’existence humaine.

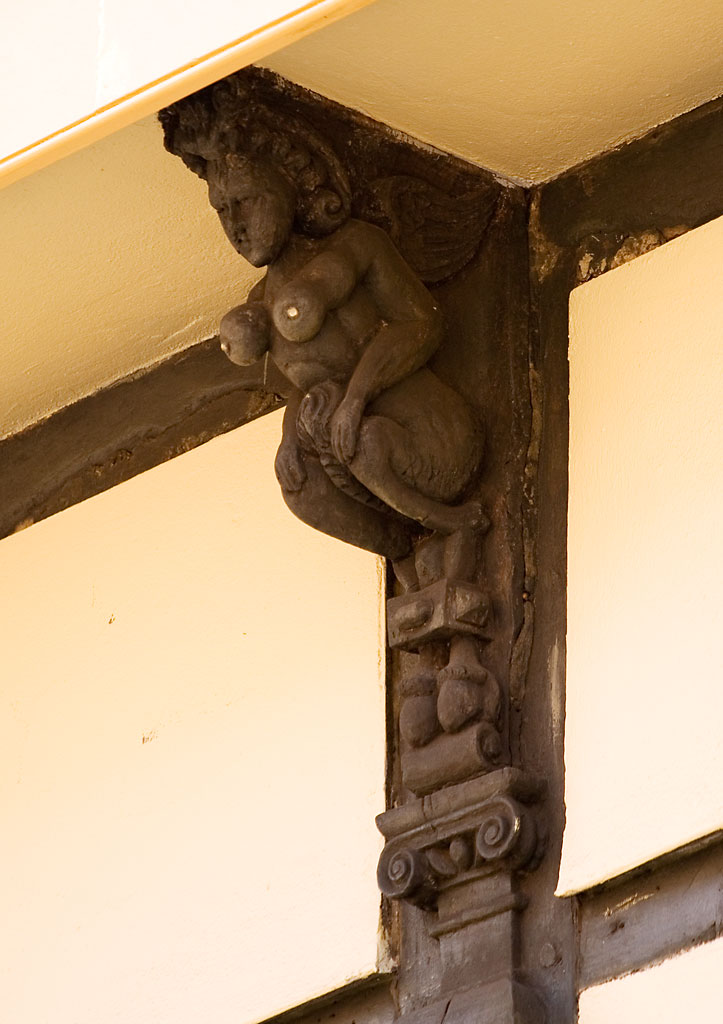
Statue d’un succube (démon féminin) à Cambridge, Angleterre.

## Étymologie
Le mot « démon » vient du latin daemon, lui-même emprunté au grec ancien δαίμων / daímōn, qui désigne des choses différentes selon les auteurs et les époques mais réfère généralement à une sorte d'esprit du monde surnaturel. Le nom grec ancien est peut-être issu de la racine grecque dai-, du verbe δαίομαι / daíomai, « diviser, partager » et du suffixe déverbal et adjectival -mōn.

## Mésopotamie
Dans la mythologie mésopotamienne, les dieux côtoient des êtres "extra-humains" dont les rôles sont très différents mais qui interagissent avec eux de manière positive ou négative. Le terme "démon" parfois utilisé pour les désigner a souvent été interchangeable avec ceux d'esprit ou de monstre, mettant en avant leur caractère aérien et leurs caractéristiques hybrides. G.Cunningham propose l’utilisation du terme "daimon" pour désigner ces « créatures divines capable d'aider ou de blesser », moins connoté que celui de "démons", « forces diaboliques opposées aux divinités principales ». Bien que cette proposition ait le mérite de soulever le problème terminologique du terme démon, il emprunte un terme issu d'une autre culture, avec les problèmes d'interprétations subséquents.
Ces termes tentent d'exprimer une ou plusieurs des caractéristiques communes :
- leur attitude agressive envers la victime humaine visée, souvent sous l'instrumentalisation par un acteur tiers ;
- leur relation avec des esprits ancestraux et leur nature aérienne (liée aux vents) ;
- leur nature hybride.

Les créatures démoniaques, agents ou simples vecteurs du Mal ont souvent été créés par les dieux, voire sont issus d'eux, en particulier du couple An-Ki : An (Le Ciel) et Ki (la Terre), ce qui souligne leur proximité avec les forces élémentaires. Certains sont à mi-chemin entre les génies malfaisants et de véritables divinités comme Lamashtu, fille d'Anu, Pazuzu, fils du dieu infernal Hanbu, Sulak ou encore Namtar, autre personnage divin des Enfers, fils d'Enlil. D'abord conçus comme les exécuteurs des châtiments décrétés par les dieux, qui se manifestent souvent par des atteintes physiques, les démons deviennent au Ier millénaire des entités maléfiques pratiquement autonomes émanant du monde infernal où ils cherchent à entraîner leurs victimes.
La "possession démoniaque" entraîne des maux physiques et moraux qui excluent de la société humaine ceux qui en sont atteints. Les démons touchent leur victime par contact ou par une véritable "saisie" et sont souvent évoqués sous la forme d'un souffle ou d'un venin ; ils sont invisibles mais parfois entourés d'un halo. Leur corps est sale, impur et répand de mauvaises odeurs. Ils se glissent sans être vus dans les habitations et presque aucun obstacle matériel ne peut les arrêter.
Tous les démons voient leur pouvoir néfastes particulièrement renforcés dans les lieux et les moments les moins bien contrôlés par l'homme : désert, ruines, endroits obscurs en général, nuit. Ainsi le démon Allulaya, la courtilière, agresse sur la route le voyageur nocturne. Certains démons sont pourvus d'une véritable personnalité, mais la majorité sont plutôt des désignations génériques et œuvrent par groupe de sept (heptade).
Une catégorie particulière est représentée par les Etemmu (sumérien : Gidim), les spectres. Il s'agit d'humains ayant connu une mort violente ou souffert d'un défaut de rite funéraire, qui peuvent remonter des Enfers pour tourmenter les vivants. Ils s'introduisent par l'oreille et provoquent des désordres mentaux. On lutte contre leur atteinte appelée la "main de spectre" (qât etemmi) par des rituels et des pratiques magiques. Il est par ailleurs peu recommandé d'évoquer les Etemmu pour pratiquer la nécromancie, car ils se retournent souvent contre ceux qui les ont appelés.
Les démons Alû sont assez souvent rendus responsables des troubles du sommeil : les mauvais rêves, l'insomnie, mais aussi son opposée, la somnolence perpétuelle appelée "la main du démon Alû".
On trouve également les Kûbu, fantômes des fœtus morts avant terme, et, par opposition au "dieu protecteur" qui accompagne chaque individu, un "mauvais démon personnel", qui attaque les gens en s'attachant à eux individuellement.
Certains démons sont enfin simplement la personnification de maladies comme l'épilepsie (Bennu), le mal de tête (Di'u) ou de mauvaises influences (le "mauvais œil").

## Antiquité

### Les démons dans la tradition gréco-romaine
Dans la culture grecque populaire, le daimôn désignait une sorte de génie ambivalent, un être doué de pouvoirs surnaturels, capricieux et imprévisible, présent en des lieux étranges à des moments particuliers et à l'œuvre dans les évènements effrayants de la nature et de la vie humaine, mais susceptibles d'être apaisés, contrôlés par des moyens magiques.
Les Romains admettent dieux, déesses, mânes (âmes des morts), lares (esprits tutélaires protégeant maisons, etc.), génies (esprits présidant à la destinée d'un lieu, d'un groupe, d'un individu), lémures (spectres de morts)…
Durant l'antiquité polythéiste, les oracles sont attribués aux démons, et, pour les historiens chrétiens comme Daniel Defoe, auteur de traités démonologiques, à une supercherie de la part des prêtres : il n’exclut pas totalement la présence des démons, mais leur donne un rôle différent. D’après cette interprétation, Satan ne rend pas l’oracle, mais les « soufflait aux prêtres qui les dispensaient ». L’oracle païen serait pour eux le fruit d’une alliance entre le prêtre et Satan : « c’est Satan qui suggérait (aux prêtres) les réponses ambiguës qu’ils donnaient à ceux qui venaient les consulter ».

### Les démons chez les philosophes antiques
Hésiode, au VIIIe siècle av. J.-C., dans Les Travaux et les Jours (109-201), distingue cinq ou six catégories de puissances : les démons supérieurs ou dieux (race d'or), les démons inférieurs (race d'argent), les morts de l'Hadès (race de bronze), les héros sans promotion posthume, enfin les humains, actuels ou futurs (race de fer).

« D'or fut la race première des hommes de vie périssable, race créée par les dieux immortels qui peuplent l'Olympe. C'était au temps de Cronos, quand le ciel était son royaume, lorsque les dieux menaient une vie préservée des souffrances… Vint ensuite la race deuxième, de loin inférieure, race d'argent que créèrent les habitants de l'Olympe (…) Depuis que le sol recouvrit leur race, les mortels les appellent les Bienheureux sous la terre, dieux seconds, dotés aussi de leurs privilèges. La troisième race des hommes de vie périssable, Zeus, de frêne, la fit de bronze… Les uns et les autres vinrent dans la vaste demeure d' Hadès le lugubre, privés de nom… Zeus le Cronide créa aussitôt sur la terre féconde la quatrième race, plus juste et plus valeureuse, race divine formée de héros, ceux-là mêmes qu'on nomme demi-dieux… Si j'avais pu ne pas vivre parmi la cinquième race ! Être mort plus tôt ou être né par la suite ! Car la race actuelle est de fer : de jour, les misères, et, de nuit, les afflictions consument sans trêve les mortels… Zeus détruira cette race d'hommes vivant sur la terre, lorsque, après leur naissance, leurs tempes deviendront grises. Plus de père tel que le fils, de fils tel que le père, plus d'ami pour l'ami… »

— Hésiode

« C'est Hésiode qui, le premier, de manière nette et déterminée, a recensé quatre genres d'êtres doués de raison : les dieux, ensuite les démons, ensuite les héros, et, en plus de tous ceux-là, les hommes. Opérant un tri parmi eux, il semble bien qu'il admet une transformation de la race d'or en une multitude de bons démons et des demi-dieux en héros. »

— Plutarque
Pythagore voit des âmes ou esprits partout, elles sont des parcelles détachées de l'éther : « L'air en sa totalité est rempli d'âmes, et ces âmes sont appelées démons et héros ».
Pythagore distingue quatre types d'entités spirituelles : dieux, héros, démons, humains. Les dieux sont des âmes immortelles, les humains des âmes mortelles. Les dieux habitent les astres, les héros glorieux l'éther, les démons la terre. Les héros sont des demi-dieux.
Les démons "Daemon" tels qu'ils apparaissent dans la littérature grecque depuis Hésiode sont des êtres intermédiaires entre l'homme et la divinité, personnifiant tantôt les vertus morales, tantôt les forces de la nature. Ils aident les dieux à organiser le monde et à faire respecter l'ordre moral. Le mot sert aussi bien à désigner l'être responsable de la destinée d'un être humain, que le génie spécifique d'une cité, d'un lieu, ou d'une famille. Il correspond au genius des Latins. Ainsi, Socrate, selon Le Banquet de Platon, considérait être inspiré par un démon particulier.

« En premier lieu, honore les dieux immortels, selon le rang qui leur est assigné par la loi.
Révère aussi le Serment. Ensuite, honore les héros glorieux
Et les démons terrestres en accomplissant les prescriptions de la loi.
Honore aussi tes parents et ceux qui sont nés dans ta parenté.
Vers d'or pythagoriciens, 1-4. »

Platon, comme Hésiode, énumère dieux, démons, habitants de l'Hadès, héros et humains.
- On a discuté de la façon dont il faut parler des dieux, des démons, des héros et de ceux qui sont dans l'Hadès… Il nous resterait donc l'espèce des discours qui concerne les êtres humains[13]."

Platon donne une première définition des démons comme « êtres intermédiaires entre les dieux et les hommes ». Il explique cette fonction dans un passage du Banquet de Platon : « celle de faire connaitre et de transmettre aux Dieux ce qui vient des hommes et aux hommes ce qui vient des Dieux ». Les hommes donnent des sacrifices et des prières aux Dieux et en échange ces derniers leur transmettent des faveurs. Les démons sont donc des êtres intermédiaires entre le divin et le mortel. En prenant le rôle de messagers, ils ont, comme le voulait la conception d’Hésiode, un caractère bienveillant.
À l'instar de Xénophon, Platon évoque le démon de Socrate qu’il utilise pour justifier cette doctrine et l’existence des démons. Leurs témoignages ont permis de révéler la vie politique, philosophique et religieuse de Socrate mais aussi de mettre en lumière l’existence de son démon avec qui Socrate a tissé des liens dès son enfance. Face à ses interlocuteurs, Socrate aimait dire que ses actes et prises de position lui étaient dictées par cette force divine. Dans le cercle socratique, certains de ses disciples pour qui l’idée de l’existence du démon n’était pas acquise, ont refusé de suivre les conseils insufflés par celui qu'il nomme daimonion.
Hors de ce cercle, ses détracteurs, en particulier Mélétos et Anytos, voyaient une manière pour Socrate d’imposer une nouvelle divinité à la société athénienne. Ce nouveau « dieu » est vu comme une entrave à l’idéologie communément admise au sein de la cité. Ce daimonion sera d’ailleurs l’un des chefs d’accusation dans le procès qui condamnera Socrate à boire la cigüe. À la mort de Socrate, les interrogations sur ce démon persistent : Comment était-il ? Comment se manifestait-il ? Se révélait-il sous forme de signe ou de voix interne ? Le philosophe avait-il le pouvoir de communiquer avec les dieux par l’intermédiaire de ce démon ?
Ce que l'on sait est que Socrate fait remonter une relation toute particulière avec ce démon, un lien infaillible les unissait. Il le présente comme un guide spirituel puissant dont les interventions sont toujours justes. Dans ses interventions publiques ou privées, daimonon lui sert à appuyer son argumentaire tout en assurant sa liberté de parole. Puisque ses dires sont soufflés par un être divin, il n’est pas possible ni de les contredire, ni de les entraver.
Ce démon intervient même dans ses relations amicales. Il dit par exemple à Alcibiade dans un dialogue qui porte le même nom que ce qui l'empêche de lui parler n’est pas une chose humaine et il porte la faute de son absence sur ce démon. Sa liberté de décision semble contrainte par l’être divin même si cette justification résonne davantage comme excuse à une liberté qu’il s’est octroyée lui-même. De la même façon, il justifie son absence sur la scène politique athénienne par une interdiction démoniaque.
Xénophon et Platon sont d’accord sur le fait que ce démon faisait partie intégrante de la vie de Socrate, mais leur avis diverge sur l’autonomie qu’avait Socrate vis-à-vis de ce démon. Pour Xénophon, daimonon pousse Socrate à agir alors que, pour Platon, le philosophe reste indépendant de la figure démoniaque.
Finalement, Socrate semble avoir utilisé ce démon et la confiance aveugle de ses disciples afin de préserver sa liberté de pensée et de réaliser ses actions. Les conseils du démon étant utilisés comme raison d’agir.
Le néoplatonicien Porphyre de Tyr (vers 260) se demande avec prudence comment distinguer les êtres divins de haut rang (dieux, archanges, anges, démons, héros, archontes du cosmos ou de la matière) de simples âmes, sans parler des esprits malins (antitheoi).

« Tu [toi, Porphyre de Tyr] t'enquiers de ce qui manifeste la présence d'un dieu, d'un ange, d'un archange, d'un démon ou de quelque archonte [gouverneur de planète] ou d'une âme. D'un mot, je prononce que les manifestations s'accordent à leurs essences, puissances et activités… D'une seul espèce sont les apparitions des dieux ; celles des démons variées ; celles des anges, plus simples que celles des démons, mais inférieures à celles des dieux ; celles des archanges, plus proches des causes divines ; quant à celles des archontes, si tu entends par là les maîtres du monde qui administrent les éléments sublunaires, elles sont variées, mais rangées en ordre… »

— Jamblique
Ce dernier parlera aussi des démons comme des serviteurs des dieux et constituent le lien entre la puissance divine et la faiblesse de l’homme. Pour lui, chaque homme possède son démon.
L’idée d’un mauvais démon apparaît plus tardivement chez Xénocrate. Il associe les mauvais démons à la cruauté du culte, ou encore aux aspects impurs des mythes. La démonologie de Xénocrate peut être vue sous trois aspects : religieux avec des démons qui prennent la place des Dieux, psychologique avec des êtres qui sont des âmes humaines, et morale avec l’opposition des bons et mauvais démons.
Xénocrate se serait inspiré des Pythagoriciens pour affirmer l’existence d « âme-démon », ainsi chaque homme serait détenteur de son démon auquel il faudrait prêter de l’attention grâce aux sciences et à l’apprentissage. Quant à la distinction entre bons et mauvais démons, il recommande aux hommes dont les compagnons sont des mauvais démons qui les poussent à l’injustice à rechercher la compagnie d’hommes honnêtes.
Apulée, dans De deo Socratis a fait une description de la démonologie platonicienne. Sa doctrine est conforme aux principes du paganisme. Il y a selon lui “des puissances divines qui résident entre le ciel et la terre et en occupent l’intervalle (…) Ce sont des interprètes et des messagers par lesquels le ciel et la terre communiquent ensemble”. Ils deviennent le pivot sur lequel repose le système du paganisme. Ils ont leur propre caractère, peuvent être irritable et punir les hommes selon leur humeur.

### Les démons dans la littérature antique
Pour Homère, le démon se rapporte à la puissance et à la personne du dieu.
La notion de démon apparaît nettement dans les œuvres d’Eschyle. Dans Les Perses, il est assimilé à « l’obscur et redoutable fourrier de la némésis divine ». Cependant, Eschyle étaye la notion du démon à travers L’Orestie. Eschyle attribue deux caractéristiques très différentes, voire contradictoires, aux démons au cours de ce texte.
Pour Sophocle, l’existence du démon n’est pas niée, mais il ne décrit pas véritablement cette entité. Pour lui, les démons (Érinyes) sont « le courroux de la terre et des dieux ». Ce démon est tantôt décrit comme « le » démon, d’autres fois comme « un » démon. La particularité du démon chez Sophocle est qu’elle est explicitement liée au monde physique. Enté du démon chez Sophocle : « la puissance démonique admet la participation humaine ». Par exemple, une fois l’Œdipe de Sophocle mort, il peut œuvrer avec le démon plutôt que de subir le « pouvoir némésiaque ».
Pour Euripide, le démon « « colle » à l’homme comme son compagnon assidu, mais il l’habite, s’intègre à lui comme le régulateur de son psychisme ». Le démon est associé à la fortune, Euripide suit ainsi la tendance du Ve siècle visant à « démystifier » nombre d’esprits. Cependant, le démon d’Euripide (daimon) se rapporte souvent à la notion traditionnelle qu’on se fait de lui : « Aphrodite, Artémis, Dionysos sont appelés daimon par ses personnages ». Jean Carrière justifie cet usage en écrivant que : « les thèmes du lyrisme religieux qu’exploite le drame tragique sont trop poétiques pour subir une désaffection aussi rapide dans un genre où ils ont toujours eu droit de cité ». Il y a donc une confrontation entre la tradition littéraire du démon et « la conscience littéraire du poète ».

## Religions abrahamiques

### Judaïsme
Dans le Tanakh comme dans la mythologie juive, les shedim (hébreu : שֵׁדִים, singulier : שֵׁד shed), esprits ou démons qui ne sont pas obligatoirement maléfiques, sont surtout mauvais au sens où ils ne sont pas Dieu,. Ils n’apparaissent que deux fois (toujours au pluriel) dans le Tanakh, dans le Psaume 106 et le Deutéronome (32:17),. Leur nom vient de la racine shûd (hébreu : שוד), qui signifie « agir avec violence » ou « dévaster » et peut s'apparenter à l’akkadien shedu (« esprit » protecteur ou malveillant). Avec la traduction des textes hébreux en grec, les shedim sont devenus des daimonia, avec une connotation négative.
Dans le Livre de Job, YHWH est entouré de ses « fils » dont l’un est « le Satan ». La racine hébraïque "STN" signifiant « accuser ». Son rôle est de se faire le contrôleur de ce qui se passe chez les hommes pour en faire le rapport à Dieu. Satan s’en prend à Job, un homme intègre et droit "venant d’Orient". Il est riche par ses possessions et par ses dix enfants. Satan tente à plusieurs reprises d'éprouver sa piété. D’abord, il lui retire ses richesses matérielles et toute sa progéniture, mais Job persiste dans son intégrité. Satan décide alors d’être plus cruel et de rendre gravement malade Job. Atteint de la lèpre, Job accepte le malheur qui s’abat sur lui. Dieu rend finalement à Job le double de ses biens.
Le démon devient dans la tradition biblique l’incarnation du mal en s’opposant à la bonté de Dieu.

### Christianisme

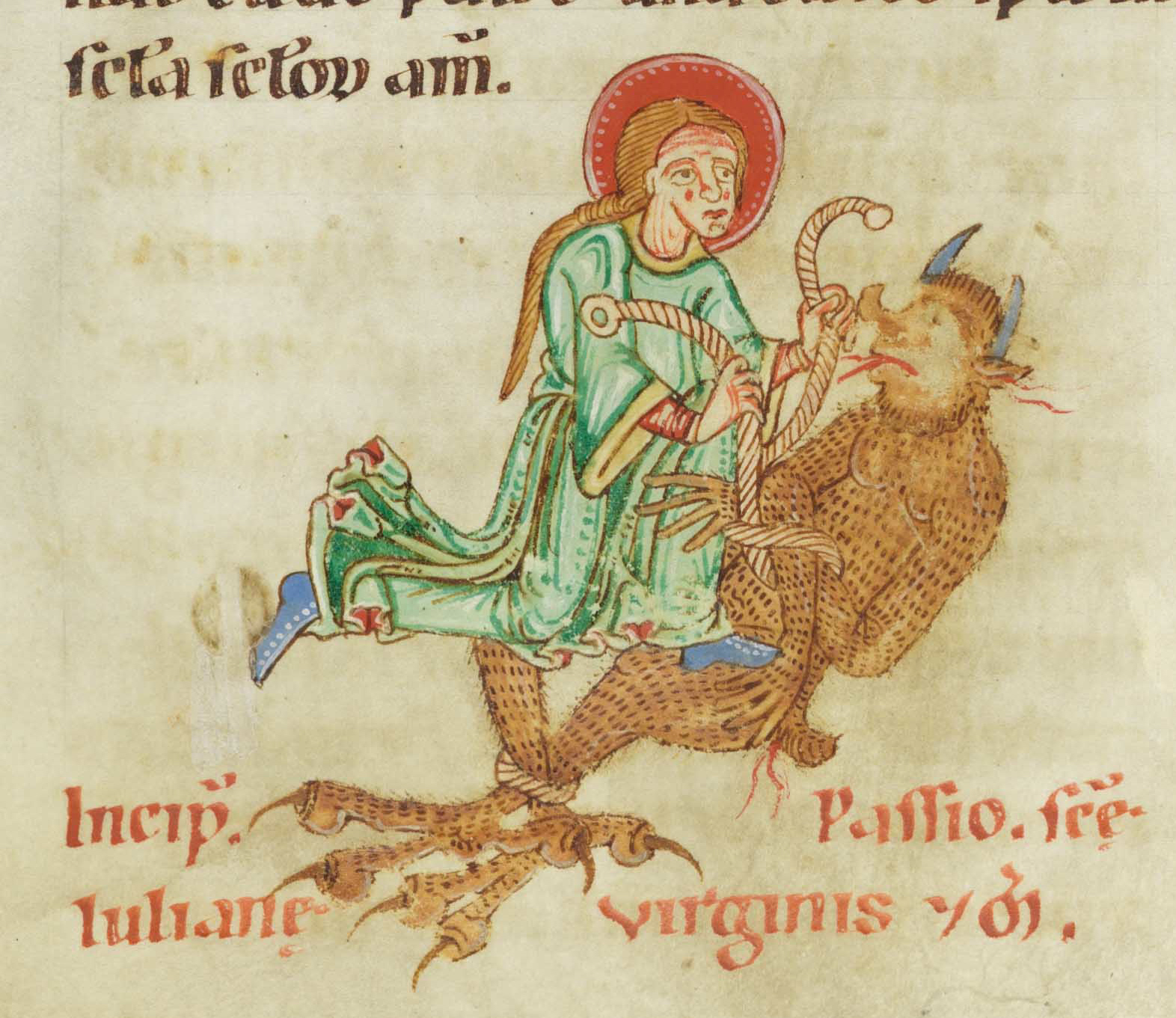
Sainte Julienne ligotant un démon, passionnaire de Weissenau ; Fondation Martin Bodmer, Cologny, Suisse ; Cod. Bodmer 127, fol.44v.

Le conflit entre le paganisme et le christianisme mène à une réinterprétation du démon. Justin de Naplouse (IIe siècle), le premier, voit dans les dieux du paganisme des envoyés du démon. Il sera suivi par quantité de théologiens, dont Tertullien (De spectaculis) et Lactance (IVe siècle).
« Les apologistes chrétiens s’appuient sur la parole du Psaume (95,5) disant que les dieux des nations sont des démons ».
Les démons dans la Bible sont des anges déchus, par opposition aux anges demeurés loyaux à Dieu. Ces derniers continuent à assumer leur fonction de messagers de Dieu, qui communique avec les hommes par la parole, logos, au moyen de message qu'ils leur transmettent. Lorsque la Bible a été traduite en grec, le mot angelos, a traduit indistinctement « message » et « messager ».

### Islam
Dans l'islam, le djinn est un esprit capable d'influencer les humains, sans être nécessairement connoté négativement. Ils peuvent cependant être malveillant, comme Iblis qui leur est affilié selon certaines traditions.

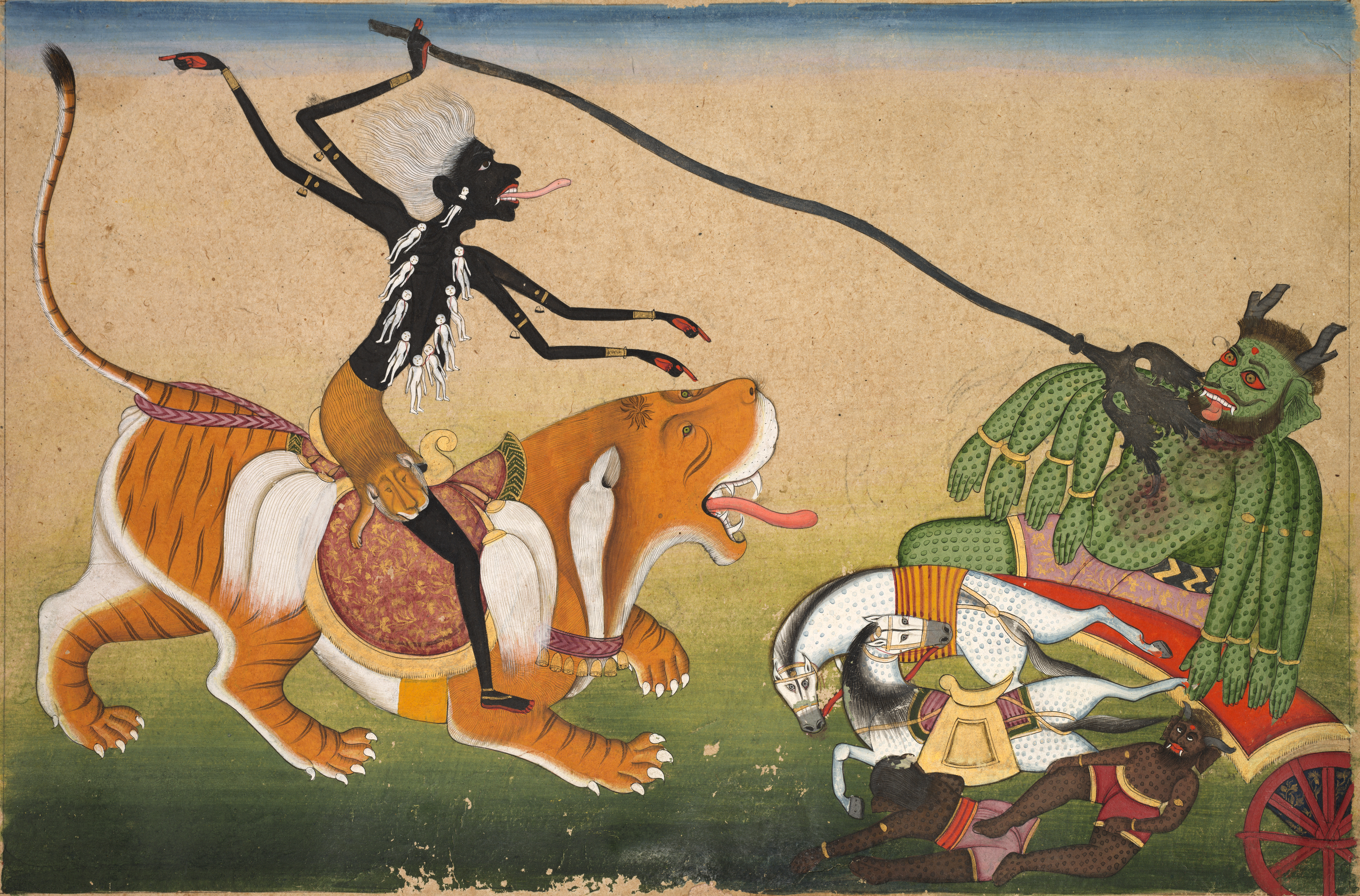
Kali attaquant Nishumbha, v. 1740, musée d'art de Cleveland.

## Hindouisme
Les Asuras sont un type de divinité, à la base ni bonnes ni mauvaises. Certains Asuras peuvent être particulièrement reconnus comme Prahlada. Cependant dans les Purana plus tardifs, les Asuras, comme les Rakshasa, sont associés à des côtés plus malveillants. Il existe également des créatures malfaisantes, décrites comme des demi-dieux, comme les Vetâlas, Bhut et Pishacha.